# Cleidion javanicum
Cleidion javanicum är en törelväxtart som beskrevs av Carl Ludwig von Blume. Cleidion javanicum ingår i släktet Cleidion och familjen törelväxter.

## Underarter
Arten delas in i följande underarter:
- C. j. alongense
- C. j. javanicum
- C. j. longipedicellatum